# 布米爾達斯區

36°46′00″N 3°28′38″E / 36.76667°N 3.47722°E
布米爾達斯區（阿拉伯语：‎），是阿爾及利亞的553個行政區之一，位於該國北部，由布米爾達斯省負責管轄，首府設於布米爾達斯，始建於1984年2月7日，面積84平方公里，2008年人口80,656，人口密度每平方公里966人。